# جوديث ماركيه كراوس
جوديث ماركيه كراوس ( (بالعبرية: יהודית מַרקֶה -קרָאוּזֶה‏) يوليو 1936) عالمة آثار يهودية، كانت رائدةً في علم الآثار في فلسطين التاريخية ومن أوائل علماء الآثار الذين ولدوا هناك. قادت الحفريات في التل ، حيث كانت تقع مدينة عاي الكنعانية.

## سيرة
ولدت جوديث كراوس عام 1906 في إيلانيا لعائلة يهودية. كان والدها، إلياهو كراوس (1876-1962)، مهندسًا زراعيًا عمل لدى البارون إدموند جيمس دي روتشيلد. في عام 1914 انتقلت العائلة عندما أصبح مديرًا لمدرسة ميكفيه إسرائيل الزراعية.
ثم التحقت كراوس بالمدرسة الثانوية في تل أبيب. ثم انتقلت إلى باريس لدراسة اللغة الفرنسية بهدف التخرج كمدرس. أثناء وجودها في باريس درست أيضًا تاريخ العصور الوسطى وآدابها في جامعة السوربون. كما درست الأكادية والسريانية والأرمنية في المدرسة التطبيقية للدراسات العليا، وكذلك الكتابة المسمارية في مدرسة اللوفر. كانت تلميذة لرينيه دوسو. خلال هذه الفترة تزوجت من إيف ماركيه (1911-2008).

## المسيرة المهنية

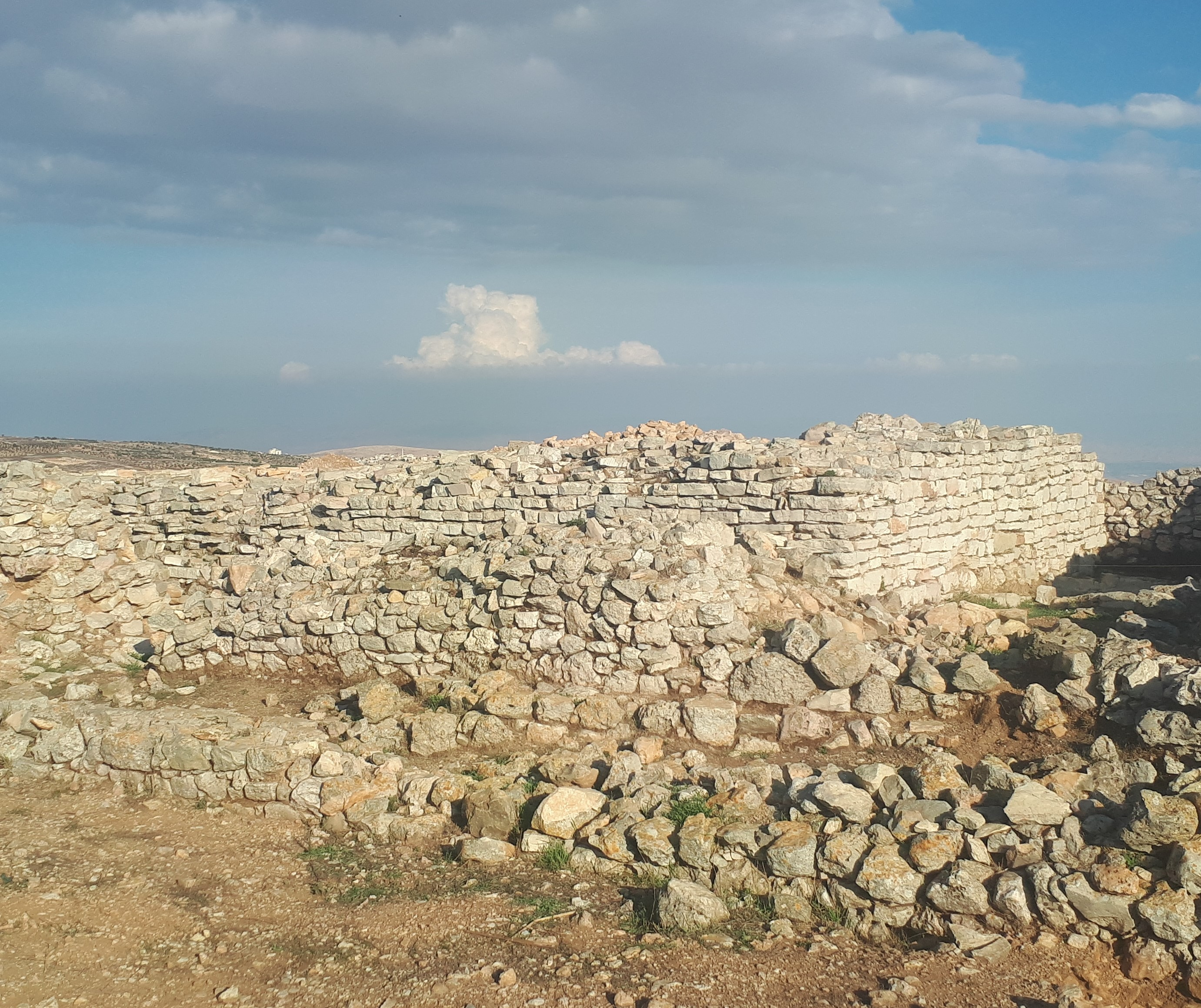
أطلال التل (عاي)

انضمت ماركيه كراوس إلى فريق جون غارستانغ للتنقيب في أريحا في عام 1932 أو 1933، حيث كانت مسؤولة عن معالجة الاكتشافات الخاصة بالقبور. في عام 1933 عُينت عالمة آثار رئيسة في مدينة عاي الكنعانية، حيث قادت الحفريات لمدة ثلاث سنوات متتالية بين عامي 1933 و 1935. مول إدموند روتشيلد الحفريات. حدد دبليو إف أولبرايت الموقع لأول مرة (1891-1971) في التل، على بعد حوالي كيلومترين جنوب غرب بيت إيل. كان الغرض من حفريات ماركيه كراوس هو تأكيد ما إذا كان الوصف الوارد في سفر يشوع، أن عاي كانت مدينة ملكية في كنعان احتلها الإسرائيليون مع بيت إيل تحت قيادة يشوع. في الموسمين الأولين، تألف الطاقم من 80 إلى 100 شخص، من بينهم عالمة الآثار روث أميران. في موسم 1935 توسع إلى 160 شخصًا.
أظهرت الحفريات أن عاي كانت مدينة محصنة مهمة في العصر البرونزي المبكر (3100-2400 قبل الميلاد)، مع معبد، حيث عُثر على الأواني الفخارية والمرمرية المصرية، ومقابر مع اكتشافات جنائزية أخرى. أظهرت الحفريات أنه عندما غادر سكان العصر البرونزي ، تم القضاء على المدينة. وفوق بقايا هذا الموقع السابق، عثر فريق ماركيه كراوس على بقايا قرية شيدت دون دفاعات، والتي بُنيت عام 1220 قبل الميلاد، وسكنت حتى عام 1050 قبل الميلاد. تخلى السكان عنها أيضًا، ولكن لم تُدمر أو تُحتل،  مما يدل على أن رواية سفر يشوع لم تكن دقيقة من الناحية التاريخية.
في عام 1936، عُرضت مكتشفات من عاي لمدة أسبوع في مدرسة ميكفيه إسرائيل الزراعية. قُدمت دليلًا أثريًا لتاريخ نصوص العهد القديم ونشرتها عديد الصحف.

## الوفاة
توفيت ماركيه كراوس بمرض السل في 1 يوليو 1936.